# The Dreamer
| Críticas profissionais | Críticas profissionais |
| Avaliações da crítica  | Avaliações da crítica  |
| Fonte                  | Avaliação              |
| ---------------------- | ---------------------- |
| Allmusic               | [ 1 ]                  |

The Dreamer é o segundo álbum de estúdio do cantor norte-americano Blake Shelton, lançado a 4 de Fevereiro de 2003 pela editora discográfica Warner Bros. Assim como o seu álbum de estreia, The Dreamer também recebeu certificado ouro nos Estados Unidos através da RIAA.

## Conteúdo
"The Baby" foi lançado como o primeiro single de The Dreamer. A canção alcançou a primeira posição na Billboard Country Songs, permanecendo por lá por três semanas consecutivas. Ela se tornou a segunda canção de Shelton número um na tabela. Ao contrário de seu álbum de estreia, o segundo e terceiro single do álbum não obteve um bom desempenho na tabela, "Heavy Liftin'" chegou a 32.ª posição e "Playboys of the Southwestern World" na 24.ª posição.

## Recepção da crítica
Robert L. Doerschuk do Allmusic deu ao álbum três de cinco estrelas, dizendo que "O álbum é áspero e ousado e impulsiona o segundo lançamento de Shelton, o problema está mais no material fraco em relação ao álbum anterior."

## Faixas
| N.º            | Título                               | Compositor(es)                                       | Duração |  |
| 1.             | "Heavy Liftin'"                      | Boyd Houston Robert, George Teren, Rivers Rutherford | 3:26    |  |
| 2.             | "The Baby"                           | Harley Allen, Michael White                          | 3:54    |  |
| 3.             | "Asphalt Cowboy"                     | Jeff Stevens, Kenny West                             | 3:39    |  |
| 4.             | "In My Heaven"                       | Rutherford, Bobby Pinson                             | 3:10    |  |
| 5.             | "The Dreamer"                        | Blake Shelton                                        | 3:59    |  |
| 6.             | "My Neck of the Woods"               | Don Ellis, Billy Montana, Shelton                    | 3:45    |  |
| 7.             | "Underneath the Same Moon"           | Sharon Vaughn, John Rich                             | 3:52    |  |
| 8.             | "Georgia in a Jug"                   | Bobby Braddock                                       | 3:06    |  |
| 9.             | "Playboys of the Southwestern World" | Randy VanWarmer, Neal Coty                           | 4:28    |  |
| 10.            | "Someday"                            | Kathy Locke, Braddock                                | 3:36    |  |
| Duração total: | Duração total:                       | Duração total:                                       | 34:55   |  |

## Desempenho nas tabelas musicais
| Tabelas musicais (2003)         | Melhor posição |
| ------------------------------- | -------------- |
| Estados Unidos (Billboard 200)  | 8              |
| Estados Unidos (Country Albums) | 2              |

| Ano                               | Single                               | Posições    | Posições |
| Ano                               | Single                               | EUA Country | EUA      |
| --------------------------------- | ------------------------------------ | ----------- | -------- |
| 2002                              | "The Baby"                           | 1           | 28       |
| 2003                              | "Heavy Liftin'"                      | 32          | —        |
| 2003                              | "Playboys of the Southwestern World" | 24          | —        |
| "—" Não entrou na tabela musical. |                                      |             |          |

| País/Associação       | Certificação | Vendas   |
| --------------------- | ------------ | -------- |
| Estados Unidos - RIAA | Ouro         | 500,000+ |